# Biblioteca dei Girolamini
Die staatliche Biblioteca dei Girolamini (offizielle Bezeichnung: Biblioteca Statale Oratoriana del Monumento Nazionale dei Girolamini) ist die älteste Bibliothek Neapels. Sie beherbergt eine bedeutende historische Buchsammlung und wurde im Jahr 2012 Opfer eines Bücherdiebstahls.

## Geschichte

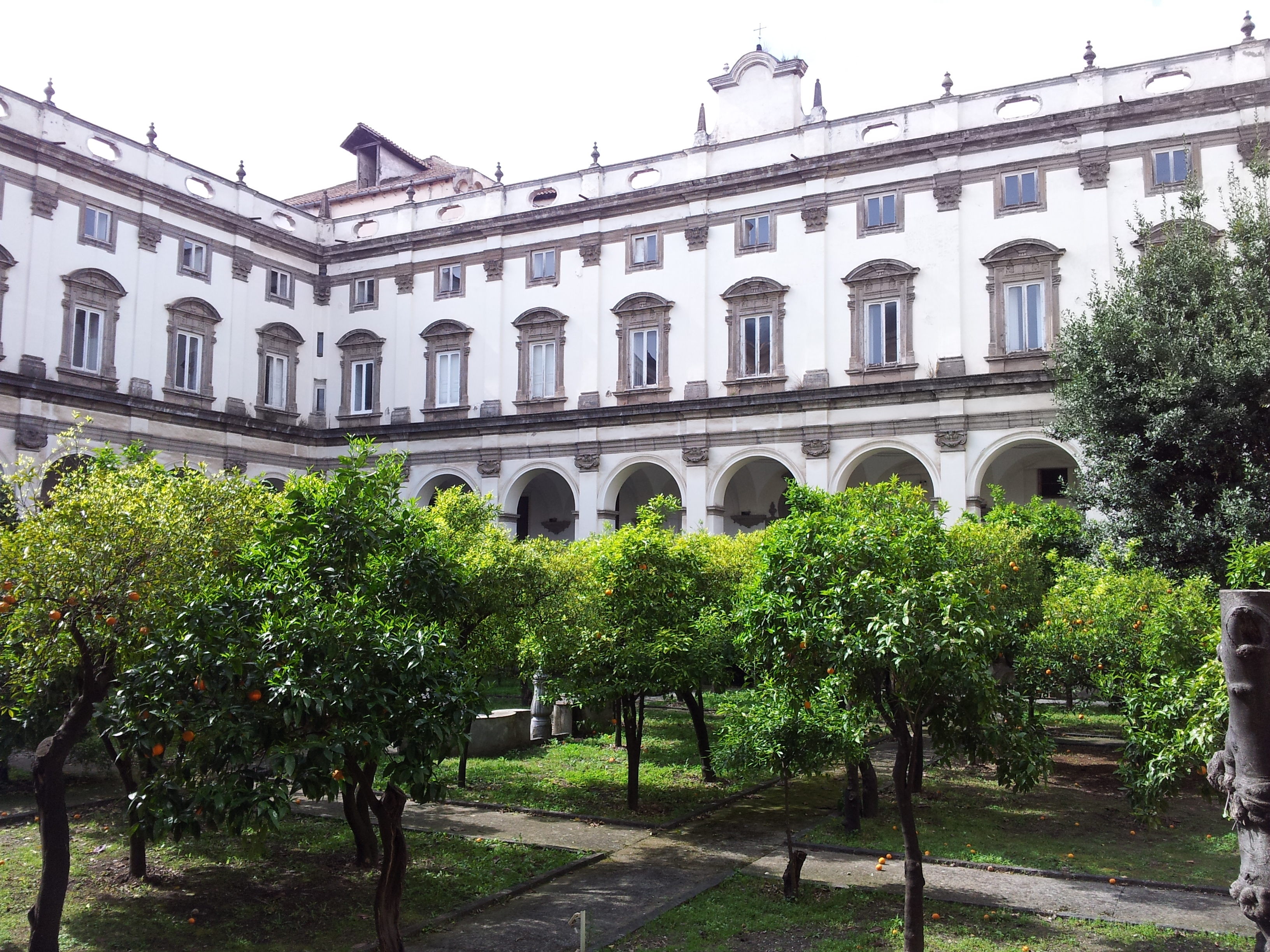
Kreuzgang von San Filippo Neri dei Girolamini mit Biblioteca dei Girolamini, Neapel

Die Bibliothek gehört zum Complesso dei Girolamini, dem Kloster der Oratorianer, in Neapel. Sie wurde gegen Ende des 16. Jahrhunderts nach dem Vorbild der Biblioteca Vallicelliana in Rom von den Oratorianern Francesco Maria Tarugi (1525–1608), Borla, Talna und Giovanni Giovenale Ancina (1545–1604) gegründet, die schon in Rom als „Gerolamini“ bezeichnet wurden – in Neapel hielt sich dieser Beiname –, und im Jahre 1586 der Öffentlichkeit zugänglich gemacht. Im 17. und 18. Jahrhundert nutzte der neapolitanische Philosoph Giambattista Vico die Bibliothek. Er wurde in der angrenzenden Kirche der Girolamini beigesetzt. Das Bibliotheksgebäude wurde im 18. Jahrhundert durch den neapolitanischen Maler, Ingenieur und Architekten Arcangelo Guglielmelli (1648–1723) und seinen Sohn umgestaltet und von Pietro Bardellino mit Fresken ausgestaltet.
Nach dem Anschluss Süditaliens an das Königreich Italien wurden auf Grund des Gesetzes vom 7. Juli 1866 die Bibliothek und der gesamte Gebäudekomplex verstaatlicht, ihre Leitung blieb jedoch weiter den Oratorianern anvertraut.

## Bestände

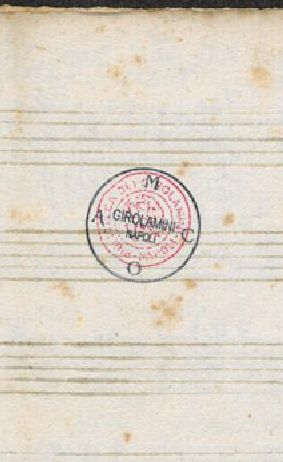
Der rote Stempel der Bibliothek, hier schwarz überstempelt mit dem Kennzeichen der Musikaliensammlung

Die Bibliothek beherbergt etwa 160.000 Titel. Darunter befinden sich 120 Inkunabeln, ungefähr 5.000 Titel aus dem 16. Jahrhundert, zahlreiche Manuskripte und etwa 6.500 musikalische Werke aus dem 16. bis 19. Jahrhundert. Die Schwerpunkte der Bibliothek bilden Philosophie, christliche Theologie, Kirchengeschichte und die Geschichte Europas. Dem Philosophen Giambattista Vico, der seine eigenen Werke dem dortigen Kloster überließ, ist ein eigener Raum gewidmet.

## Schließung, Instandsetzung und Raub
Die Bibliothek wurde in den 1980er Jahren wegen der durch das Erdbeben von 1980 verursachten Schäden für die Öffentlichkeit geschlossen und nicht mehr hinreichend in Stand gehalten. Nach Restaurierungs- und Konservierungsmaßnahmen sollte die Bibliothek unter dem neuen Direktor Marino Massimo De Caro (im Amt seit Dezember 2011) im Jahr 2012 wieder für das Publikum geöffnet werden.
Am 19. April 2012, am Tag der Öffnung des Vico-Saales, wurde die Bibliothek von der Polizei beschlagnahmt, nachdem der Direktor den Diebstahl „tausender antiker Bücher zur Anzeige gebracht“ hatte. Der Direktor sowie vier weitere externe Mitarbeiter wurden im Mai 2012 verhaftet; gegen den Kurator der Bibliothek und eine Sekretärin des Kulturministers wurde ebenfalls ermittelt unter dem Verdacht, die Bibliothek um wertvolle Bände bestohlen zu haben. Zahlreiche Werke konnten in der Nähe von Verona und in Deutschland aufgefunden werden; von gut 250 Bänden fehlte Anfang Juni 2012 jede Spur. 543 Bücher waren im Mai 2012 bei einem Auktionshaus in München sichergestellt worden. Eine Reihe von Exemplaren aus dem Diebstahl, unterdessen als „Raub“ und „Plünderung“ bezeichnet, waren über den internationalen Antiquariatshandel ins Ausland verkauft worden. Der als Direktor entlassene Marino Massimo De Caro wurde von der italienischen Ermittlungsbehörde als Hochstapler entlarvt und als Drahtzieher der Büchermafia zu sieben Jahren Hausarrest verurteilt.

## Rückgabe
Im Februar 2015 wurden 613 gestohlene Bücher von Deutschland an den italienischen Staat zurückgegeben. Sie stammten aus mehreren italienischen Bibliotheken, darunter viele aus Neapel, und kamen zunächst zwecks Restaurierung nach Rom, da die Kunstdiebe sie teils stark beschädigt hatten. Die 543 Bücher aus Neapel hatten einen Wert von mindestens 2,5 Millionen Euro.
Am 11. Oktober 2015 wurde die Bibliothek im Rahmen einer Aktion des MIBACT für einen Tag ausnahmsweise für das Publikum geöffnet, um den Willen zu einer Änderung der Verhältnisse zu demonstrieren.